# Hiza guruma
Hiza Guruma (膝車) es una de las 40 proyecciones originales de Judo desarrolladas por Jigoro Kano. Pertenece al primer grupo de técnicas para derribes (Ashi-waza).

## Ejecución
Teniendo al uke de frente, sujetando el tori con mano derecha la solapa izquierda y mano izquierda la manga derecha del uke; el uke avanza al frente con la pierna derecha, al momento del dar el paso, el tori deber detener el avance colocando su pie izquierdo a la altura de la rodilla derecha antes de que el uke termine de dar el paso de tal forma que lo desplace de su trayectoria y lo desequilibre, al mismo tiempo el movimiento de las manos en forma semicircular empujando la mano derecha y jalando la izquierda en conjunto con la cadera para lograr la caída del uke.